# Neteja per ultrasons

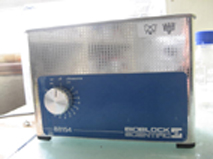
Exterior
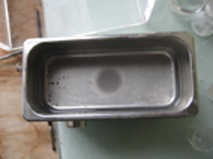
Interior

Bany ultrasònic
Una neteja per ultrasons, també anomenada bany ultrasònic o bany d'ultrasons, és un dispositiu que genera ones ultrasòniques per l'oscil·lació del transductors piezoelèctrics en una freqüència al voltant de 20 kHz i que s'empren als laboratoris com a netejadors.
En general, un aparell d'ultrasons consta d'un recipient ple d'aigua, que poden transmetre les ones que s'emeten pels transductors. Aquestes ones produeixen una sèrie d'implosions dins de l'aigua, fenomen conegut com a cavitació. Aquests banys s'utilitzen en molts camps, per exemple, per trencar les parets cel·lulars o per eliminar les partícules a la parets de vidre o ceràmica amb l'objectiu de netejar-los. Amb aquest sistema és possible netejar orificis i conductes interns difícils de netejar mitjanaçant mètodes tradicionals.